# شری چایتانیا ماهاپرابهو (فیلم)
شری چایتانیا ماهاپرابهو (به هندی: Shri Chaitanya Mahaprabhu) فیلمی هندی محصول سال ۱۹۵۴ و به کارگردانی ویجی بات است. در این فیلم بازیگرانی همچون بهارات بوشان، دورگا کوته، امیتا و مادان پوری ایفای نقش کرده‌اند.